# Липовка (Режевской городской округ)
Липовка — посёлок в Режевском городском округе Свердловской области, Россия.

## География
Посёлок Липовка муниципального образования «Режевского городского округа» расположен в 20 километрах (по автотрассе в 24 километрах) к северо-западу от города Реж, на левом берегу реки Липовка (левого притока реки Бобровка бассейна реки Реж). В посёлке имеется бальнеологический курорт и пруд с песчаным пляжем. 

## Население
| 2002 | 2010 |
| ---- | ---- |
| 87   | ↘62  |